# Médiathèque Jean-Falala
La médiathèque Jean Falala est une bibliothèque municipale de prêt de la ville de Reims. Elle a été imaginée par l'architecte Jean-Paul Viguier.

## Naissance du projet de la médiathèque
En août 1997, le conseil municipal de Reims vote le projet de la médiathèque sur le parvis de la cathédrale. Le député-maire Jean Falala a tiré les leçons du projet de la cour d’appel proposé par Jean Taittinger et n’a pas présenté son projet aux Rémois. Le projet a obtenu l'aval de la Commission supérieure des monuments.
Ce qui n’a pas empêché les associations (SOS Reims Urbanisme et Nature et l'Association des amis de la cathédrale) de réagir vivement à ce projet. Une association saisit l'Unesco qui produira un rapport.

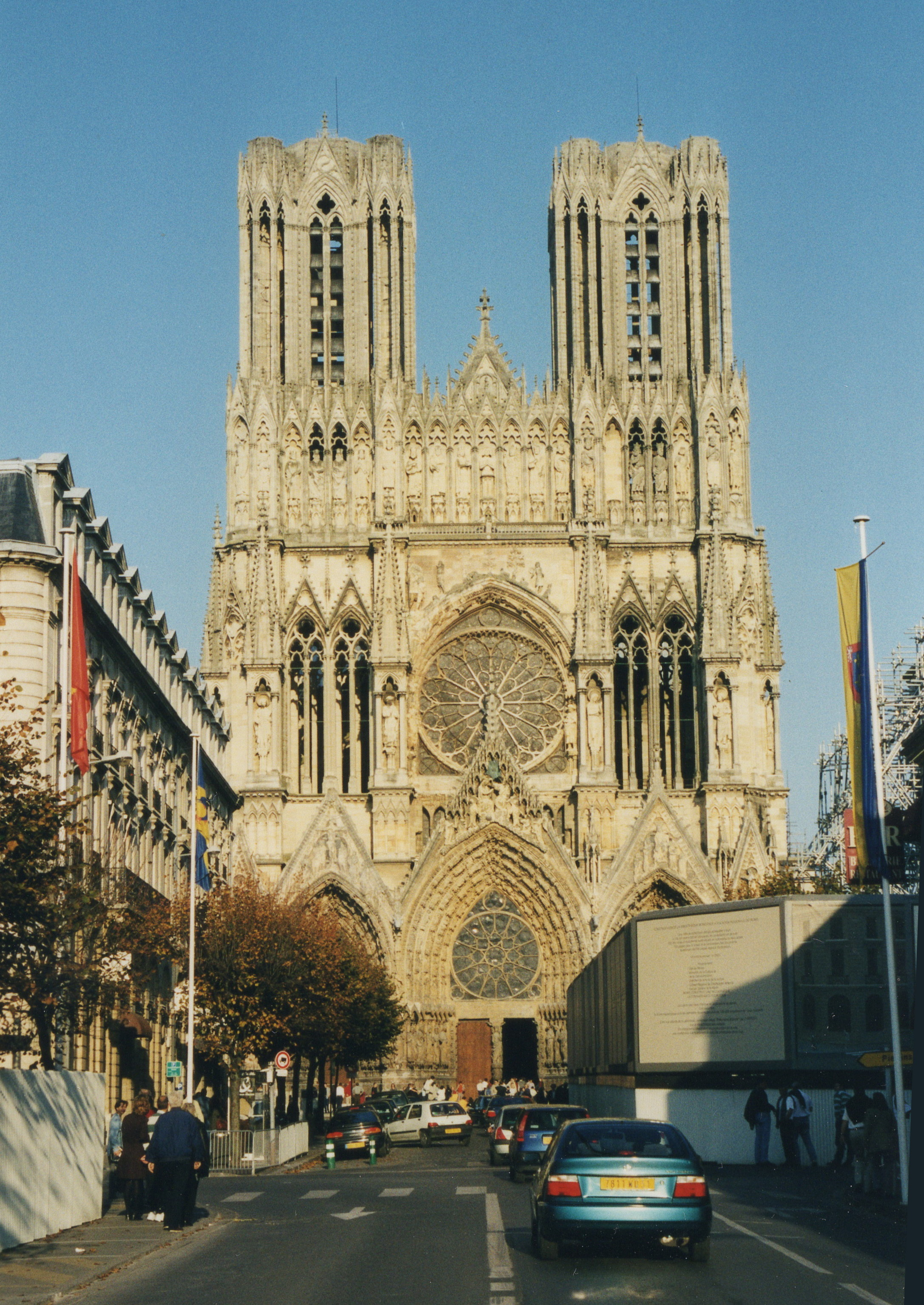
En travaux sur la droite de l'image.

En septembre 1998, Catherine Trautmann, ministre de la Culture donne son accord pour le projet de l’architecte Jean-Paul Viguier à la condition que la ville aménage la place du parvis de la cathédrale et aligne la toiture du cube de verre en raccord avec le toit de l’ancien hôtel de police.
Le coût du projet est estimé à 110 millions de francs de l'époque avec participation de l’État.
La médiathèque ouvre en 2003 sous le nom de médiathèque Cathédrale avant d'être renommée médiathèque Jean-Falala.
La place du parvis de la cathédrale a effectivement été remaniée en 2006 par les architectes Thiénot, Ballan et Linazasoro.
Elle fait partie des douze projets nationaux retenus par le ministère de la culture et de la communication au titre du programme des Bibliothèques municipales à vocation régionale (BMVR).

## La bibliothèque aujourd'hui
La médiathèque Jean-Falala fait face à la cathédrale. Elle est construite sur l’enceinte de l’ancien l'hôtel de police et sur le café du Parvis de la Cathédrale.La hauteur du nouveau bâtiment à 15 mètres s’aligne sur le toit de l’ancien l'hôtel de police dont la majeure partie des façades sur les rues Rockefeller et Chanzy a été conservée.

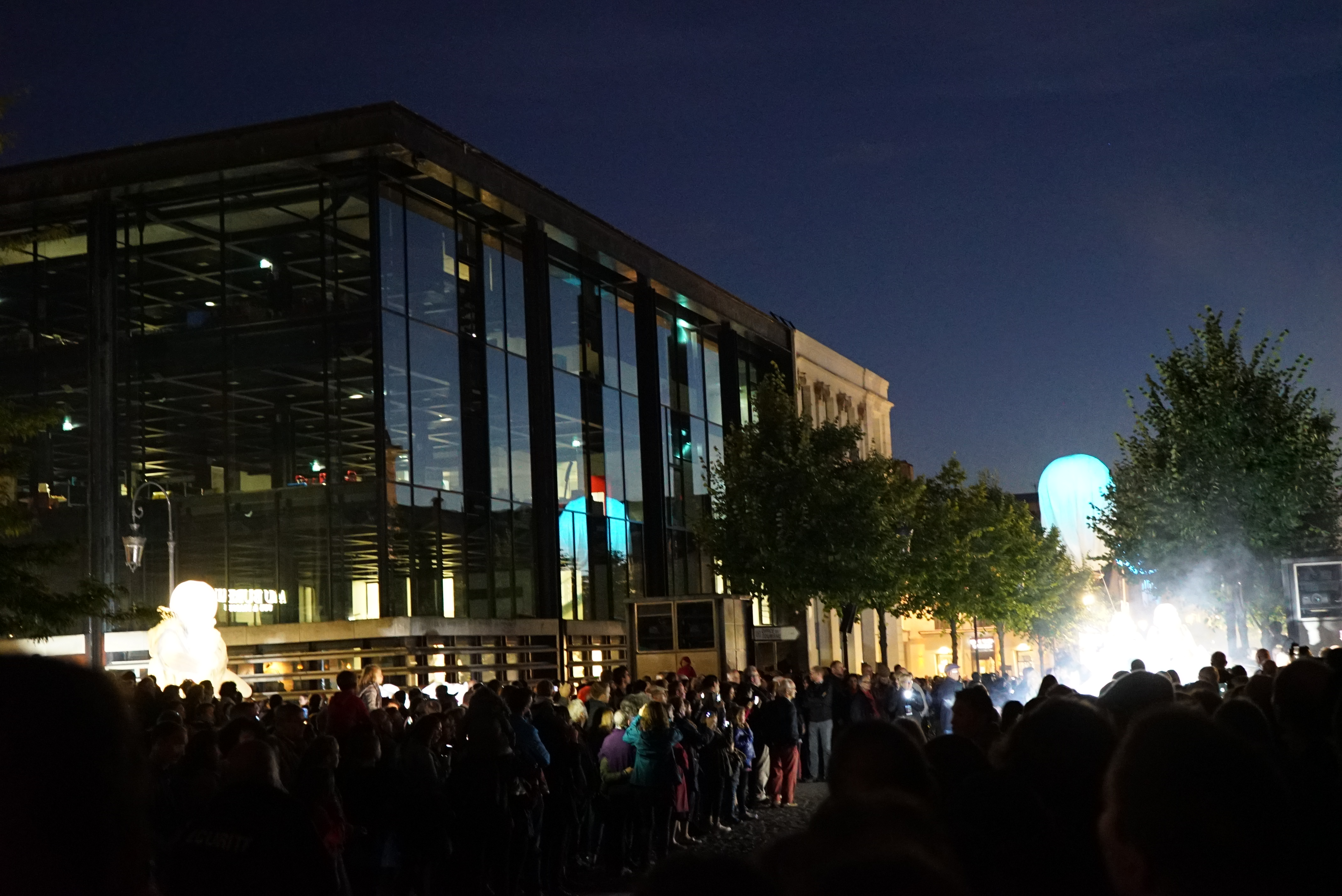
Les façades verre et pierre en continuité.

Les autres  façades du nouveau bâtiment sont en verre posé sur une structure métallique, construite par l'entreprise Viry, avec un socle en pierre.
À l’intérieur de la médiathèque, le vitrage de haut en bas permet de voir la totalité de la façade de la cathédrale.

## Services et activités
La médiathèque Jean-Falala possède près de 160 000 documents en tous genres, livres, CD, DVD, jeux... en libre accès sur place ou en prêt pour les inscrits.
Il est possible, sur place, de lire un livre, écouter un CD, regarder un DVD, jouer à des jeux de société dans l'espace ludique, travailler dans les espaces d'études en profitant du wifi illimité ou sur les ordinateurs en accès libre ou prendre un café dans l'espace détente.
Elle organise régulièrement des expositions et des activités publiques : lectures, concerts, rencontres ou résidences d'auteurs.
L'amphithéâtre du sous-sol sert aussi de salle de projection.

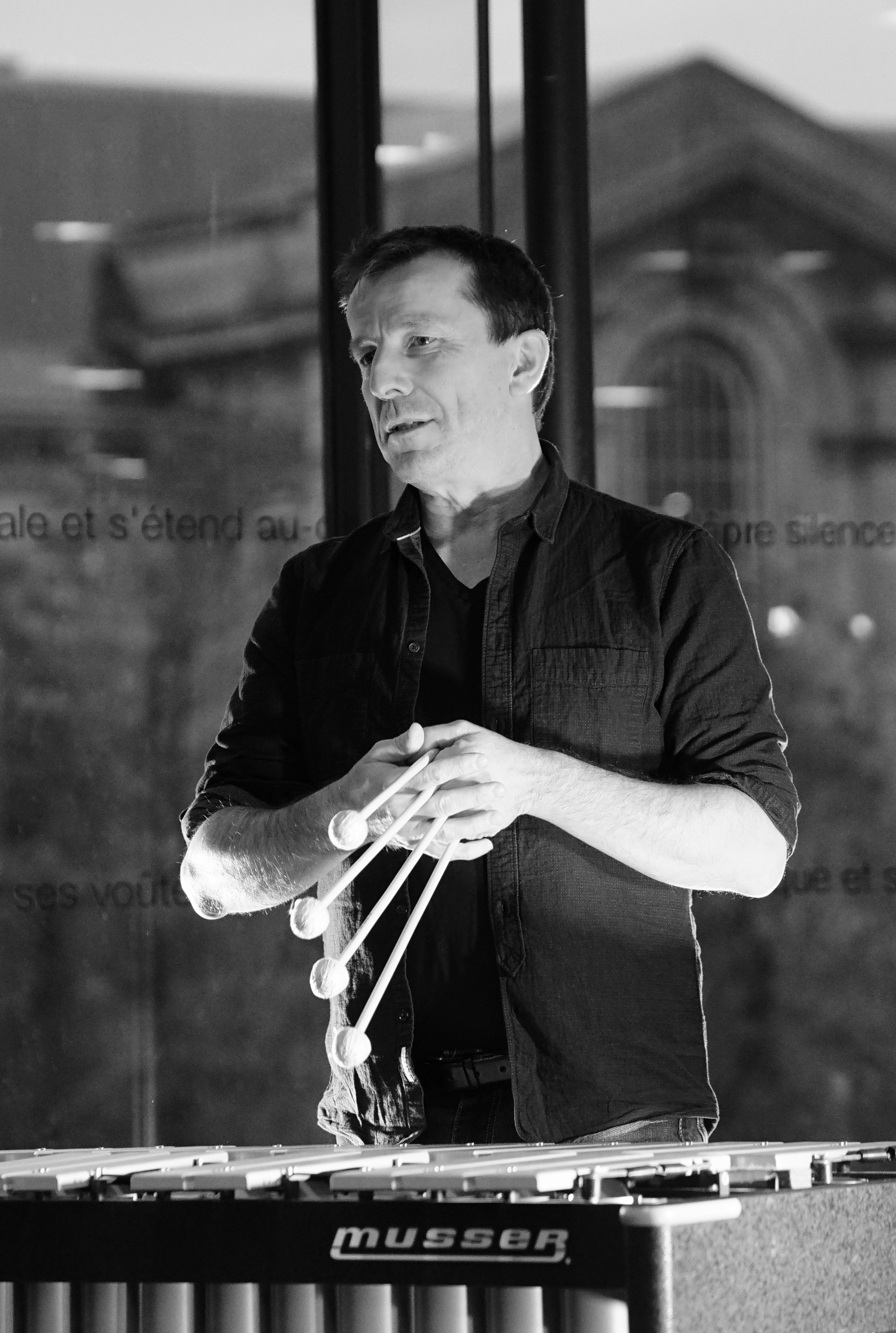
Franck Tortiller,
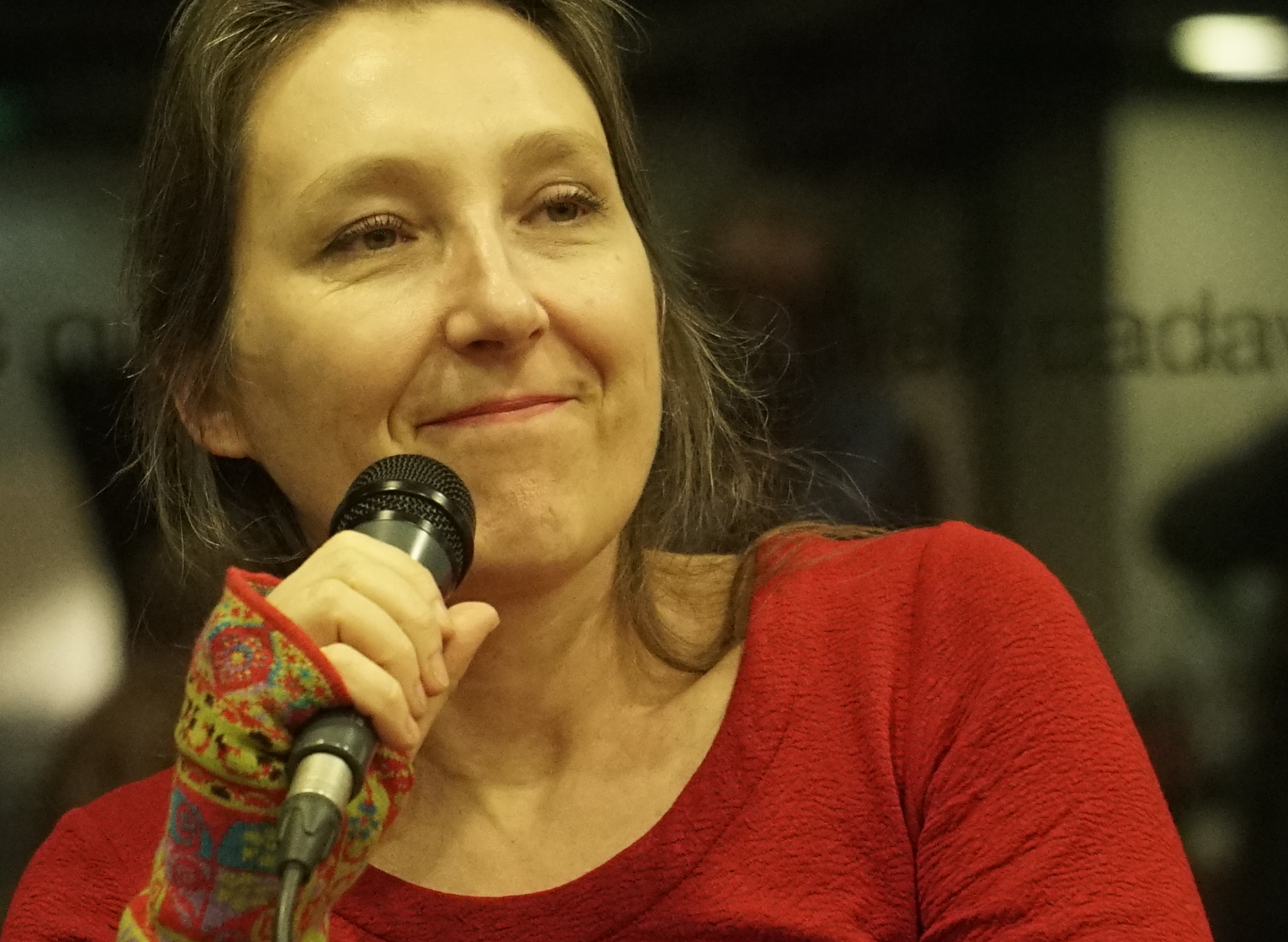
Marie Darrieussecq.
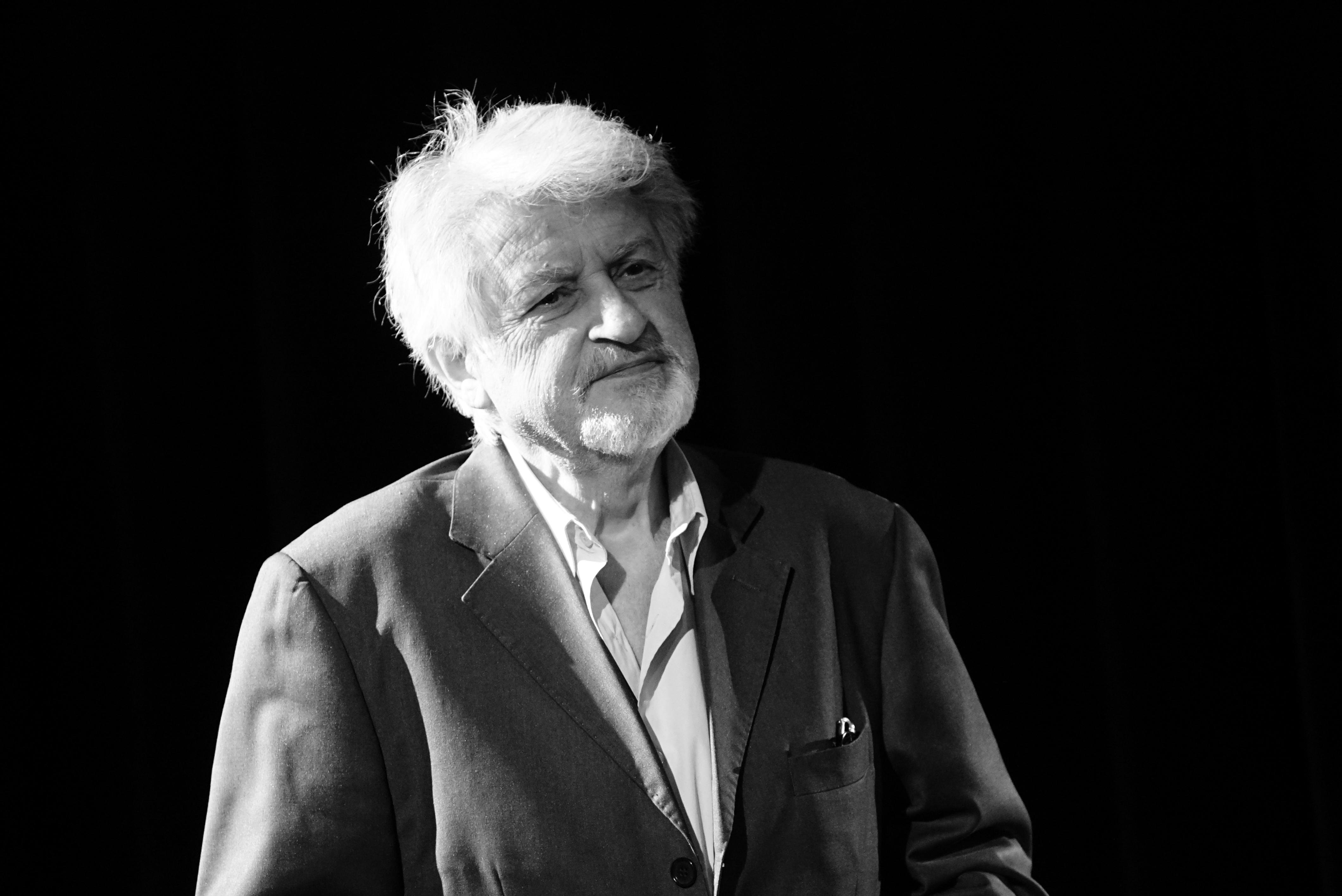
Nuits de la Lecture avec Didier Bezace,
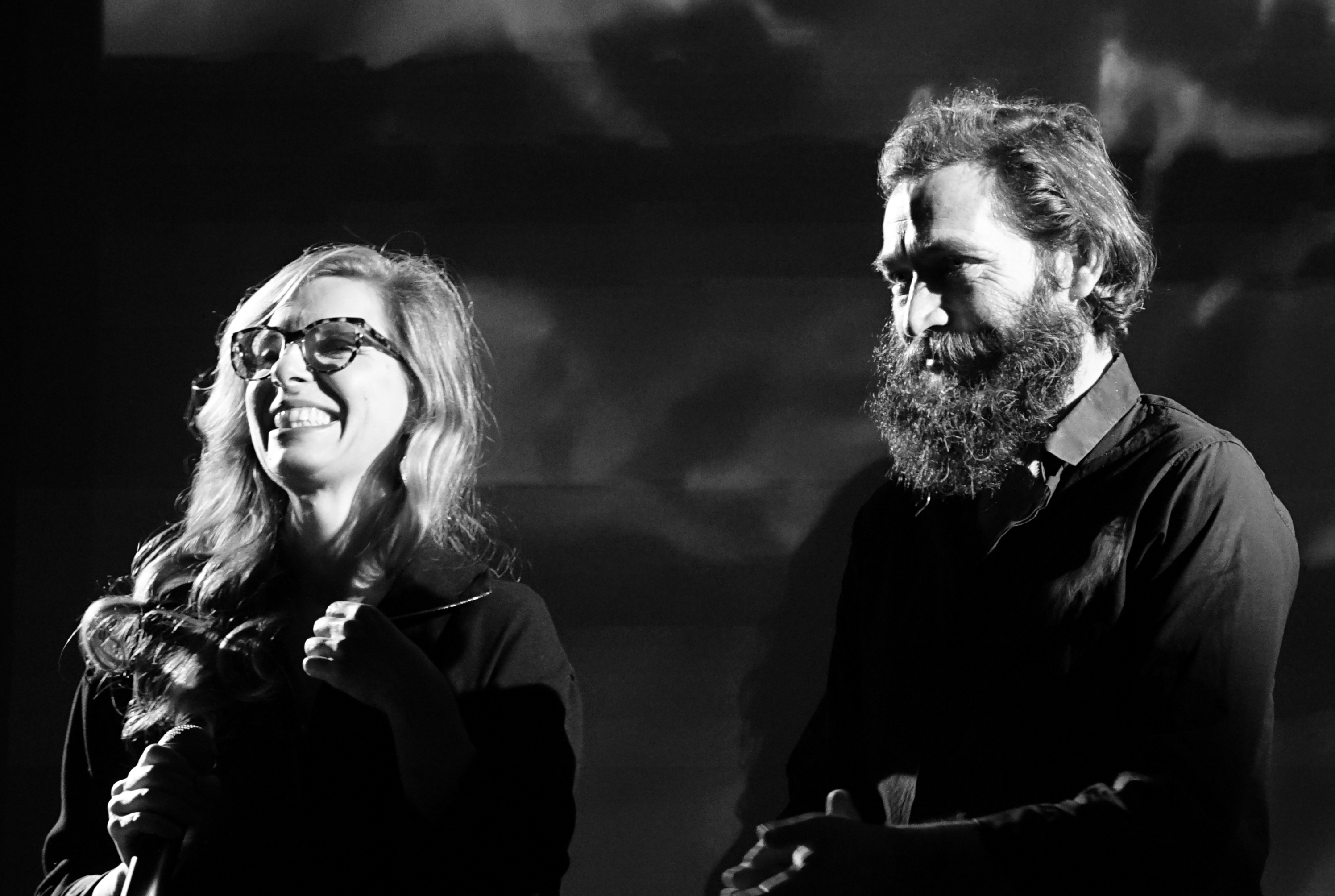
Barbara Carlotti et Prieur de la Marne.

## Collections
La médiathèque Jean-Falala offre près de 160 000 documents sur tous supports (livres, disques, vidéos, cédéroms) en consultation et en prêt.

## Publics sourds et malentendants
Depuis fin 2020, la médiathèque dispose d'un dispositif pour aider à la lecture les personnes aveugles ou malvoyantes : OrCam MyEye 2.0 .

## Œuvre d'art
À l’intérieur de la médiathèque, une œuvre de Gilberto Zorio, Canoë, est visible à l'entrée.